# Aeroportul Luozi
Aeroportul Luozi (IATA: LZI, ICAO: FZAL) este un aeroport din Provincia Kongo Central, Republica Democratică Congo.
Situat la o altitudine de 220,0656 m, aeroportul dispune de o singură pistă.